# Tarzan's Treehouse
Tarzan's Treehouse est une attraction des parcs Disney. Elle consiste en un arbre gigantesque, un Disneyodendron (eximus), dans lequel Tarzan aurait trouvé refuge.

## Les attractions

### Disneyland
L'attraction a ouvert ses portes le 23 juin 1999 en lieu et place de l'ancienne Swiss Family Treehouse. Elle conserve l'arbre de 150 tonnes et aux fondations s'enfonçant à 14 m. sous le sol. Le principal changement en dehors du thème est l'ajout d'une entrée de l'autre côté d'un bras de la rivière de Jungle Cruise, au milieu du chemin reliant New Orleans Square à Frontierland. Cette entrée permet d'accroître la visibilité et la présence de l'attraction mais aussi pour faire une barrière coupant la vue de l'entrée de Pirates of the Caribbean, située dans New Orleans Square et au style architectural cadien, et la vue vers la promenade de Frontierland.
Afin de se transformer en la maison arboricole de Tarzan, l'arbre fut agrandi de 3 m. (23 m. en tout) et 450 branches furent rénovées grâce à 6 000 feuilles en plus. Le nombre de feuilles atteint ainsi 306 000 et 50 000 pour les fleurs. De la mousse artificielle et des lianes furent aussi ajoutées afin de ressembler à la jungle présentée dans le film de 1999 comme celle du seigneur des gorilles. La distance entre les branches les plus éloignées atteint 30 m.
La maison ressemble avec sa forme proche d'un bateau à celle construite par les parents de Tarzan. En haut la femelle léopard Sabor semble vouloir s'attaquer aux parents endormis de Tarzan, mais c'est le gorille Kala qui sauve et recueille « le petit d'homme ». Tarzan et Jane sont représentés dans une séance de dessin.
Au pied de l'arbre, une aire de jeux pour les enfants leur permet de rejouer la scène musicale dans laquelle les animaux de la jungle investissent le camp des explorateurs.
L'attraction recèle toutefois quelques hommages à d'autres réalisations de Disney.
Ainsi un livre de la bibliothèque s'intitule Swiss Robinson Family qui inspira le film puis l'ancienne attraction. De plus sur une table du camp de base, un plateau contient la théière et la tasse ébréchée (Mrs Samovar et Spot) du film La Belle et la Bête.
- Ouverture : 23 juin 1999
- Fermeture : 8 mars 2021
- Hauteur : 23 m.
- Profondeur des racines : 14 m.
- Nombre de feuilles : 306 000
- Situation : 33° 48′ 41″ N, 117° 55′ 14″ O
- Attraction précédente : Swiss Family Treehouse
- Attraction suivante : Adventureland Treehouse

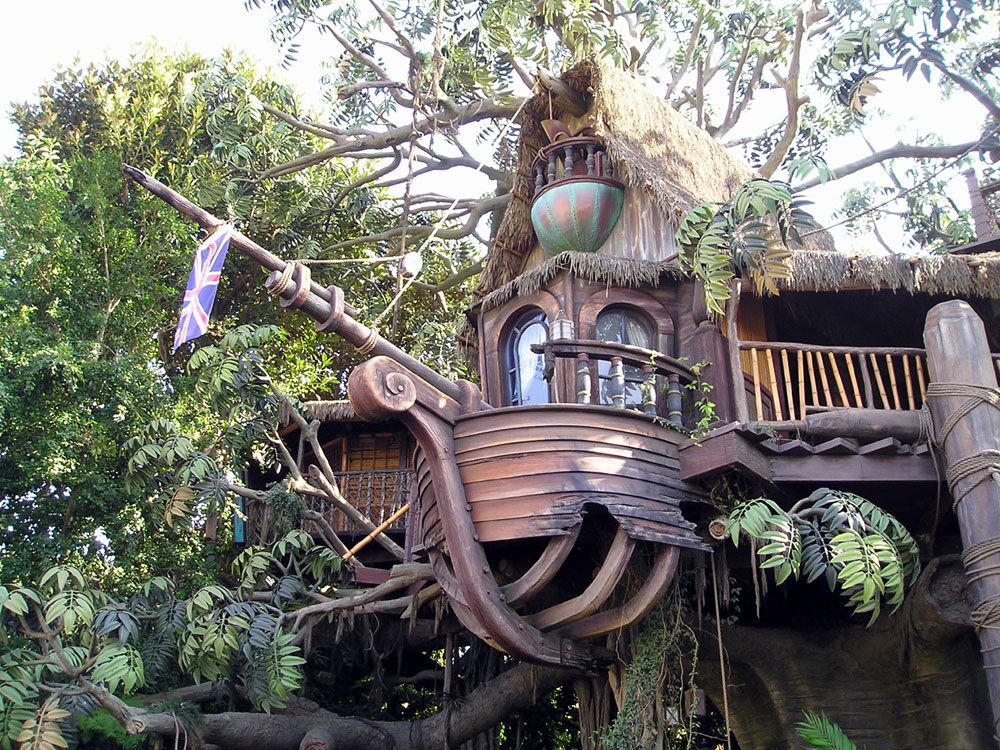
Tarzan's Treehouse
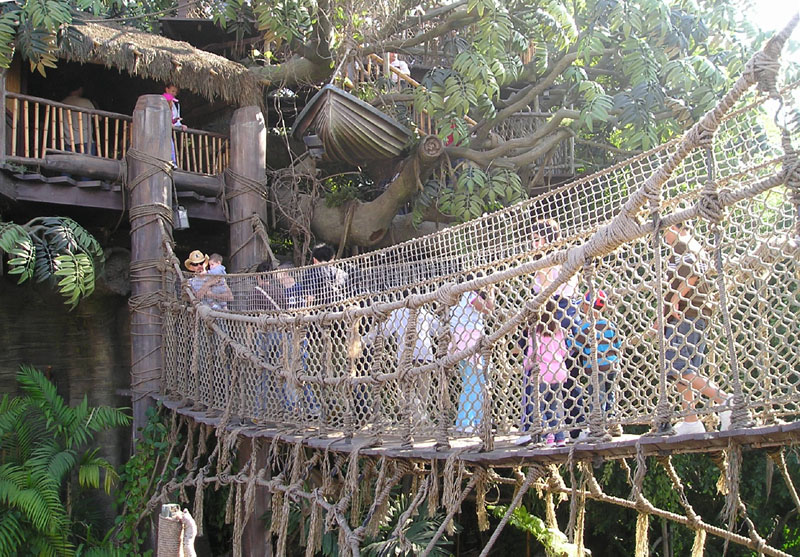
Le pont amenant à Tarzan's Treehouse

### Hong Kong Disneyland

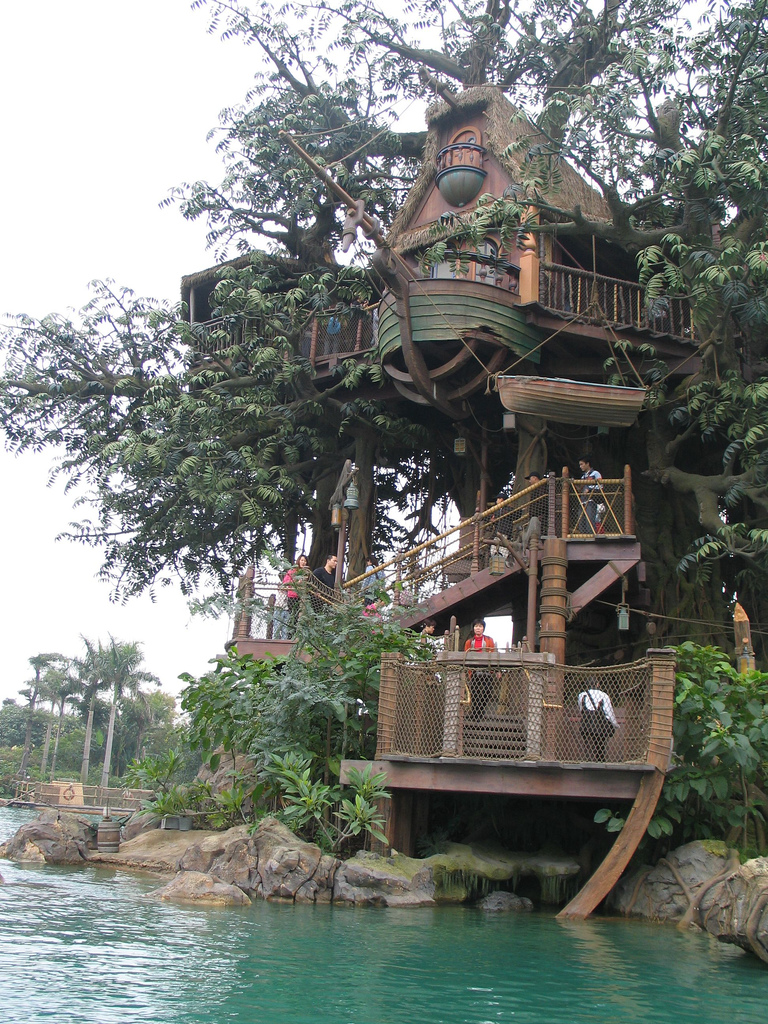
L'arbre de Tarzan

En dehors de sa construction à l'extrême pointe orientale de l'île entourée par le Jungle River de l'attraction Jungle Cruise, cette version est identique à celle de Disneyland. 
Il faut toutefois rejoindre la Tarzan's Island par un bac en bois.
- Ouverture : 12 septembre 2005 (avec le parc)
- Hauteur : 19 m
- Nombre de feuilles : 300 000
- Situation : 22° 18′ 41″ N, 114° 02′ 30″ E